# Му-мянганы
Му-мянга́ны, му-минга́ны (монг. Муу мянган) — южно-монгольский этнос, проживающий на территории городского округа Баотоу Внутренней Монголии. Потомки средневековых мянганов (мянгатов) — племени, образованного вначале как военная единица во времена Чингисхана.

## Этноним
В переводе с монгольского языка муу мянган переводится как плохая тысяча.

## История
Впервые племя мянган появилось в Восточной Монголии, когда в XIII—XIV вв. по всей стране существовала тысячная система. После своего появления часть людей из племени мянгад перекочевали на запад, а оставшиеся в Восточной Монголии носили разные названия и прозвища и, разделившись впоследствии, осели в Ордосе среди хорчинов во Внутренней Монголии. Род мянган или мянгад в древности определял направления перекочевок (миграций) из Восточной Монголии на запад.
Из источников известно, что в XVI веке среди восточных монголов были этнические группы мянгад или мянган. Так, в сочинении «Эрдэнийн товч» Саган Сэцэна сказано, что Гунбилэг-нойон (1506—1542), внук Батумунху Даян-хана, поделив своих подданных между девятью сыновьями, седьмому сыну Бадмасамбуу отдал цагад (цагаад) левого крыла ордосцев, мянгад, хоньчин, хуягчин. Так подданные Бадмасамбуу-нойона мянгаты обосновались в Ордосе, и нынешние ордосские мянгад являются, видимо, потомками мянгатов Бадмасамбуу-нойона. В источнике также отмечено, что сын Батумунху Даян-хана, Алчуболд, управлял асуд, шарнууд и дарай мянган. Из них дарай мянган впоследствии попали к белым татарам Внутренней Монголии. В XVI веке среди хорчинского племени, управляемого потомками Хасара, брата Чингисхана, находились этнические группы шинэ мянган и муу мянган, которые до начала XX веке подчинялись аристократам рода Хасара.
В 1952 году на территории проживания му-мянганов и дарханов был образован Объединённый хошун Дархан-Муминган в составе аймака Уланчаб. В 1958 году из него был выделен в отдельную административную единицу Баян-Обо. В 1996 году Объединённый хошун Дархан-Муминган был переведён из состава Уланчаба в подчинение Баотоу.

## Расселение
Му-мянганы ныне проживают на территории хошуна Дархан-Муминган и района Баян-Обо городского округа Баотоу Внутренней Монголии. 